# لويس سي.كي.
لويس سيكيلي (بالإنجليزية: Louis Székely)‏ (ولد 12 سبتمبر 1967) المعروف مهنيا باسم لويس سي.كي. حائز على جائزة ايمي للكوميديا الارتجالية، كاتب تلفزيوني وسينمائي، منتج، مخرج، وممثل. هو نجم ومنتج وكاتب ومخرج، حتى شباط 2012، ومحرر سلسلة فوكس الكوميدية «لوي».

## روابط خارجية
- لويس سي.كي. على موقع IMDb (الإنجليزية)
- لويس سي.كي. على موقع الموسوعة البريطانية (الإنجليزية)
- لويس سي.كي. على موقع روتن توميتوز (الإنجليزية)
- لويس سي.كي. على موقع ألو سيني (الفرنسية)
- لويس سي.كي. على موقع ميوزك برينز (الإنجليزية)
- لويس سي.كي. على موقع تيرنر كلاسيك موفيز (الإنجليزية)
- لويس سي.كي. على موقع أول موفي (الإنجليزية)
- لويس سي.كي. على موقع قاعدة بيانات الأفلام السويدية (السويدية)
- لويس سي.كي. على موقع إن إن دي بي (الإنجليزية)
- لويس سي.كي. على موقع ديسكوغز (الإنجليزية)